# Калао мінданайський
Калао мінданайський (Penelopides affinis) — вид птахів родини птахів-носорогів (Bucerotidae).

## Поширення
Ендемік Філіппін. Поширений на островах Мінданао, Дінагат, Сіаргао і Басілан. Мешкає у тропічних лісах на висоті до 1000 метрів над рівнем моря.

## Опис
Один з найменших птахів-носорогів, маючи довжину тіла 45 см. Статевий диморфізм стосується деяких відмінностей в забарвленні оперення. Самці мають жовтувато-білі груди, шию і голову. І навпаки, у самиць ці частини тіла чорні, а ділянки неопереного обличчя блідо-блакитні. У самців, однак, ділянки навколо очей бежевого кольору, а оголена шкіра на горлі — чорного кольору. Крім того, у самців ноги і ступні темно-коричневі, а у самиць чорні.

## Підвиди
- P. a. affinis — поширений на Мінданао, Дінагаті та Сіаргао.
- P. affinis basilanica — острів Басілан.